# Huji
 (juillet 2023).

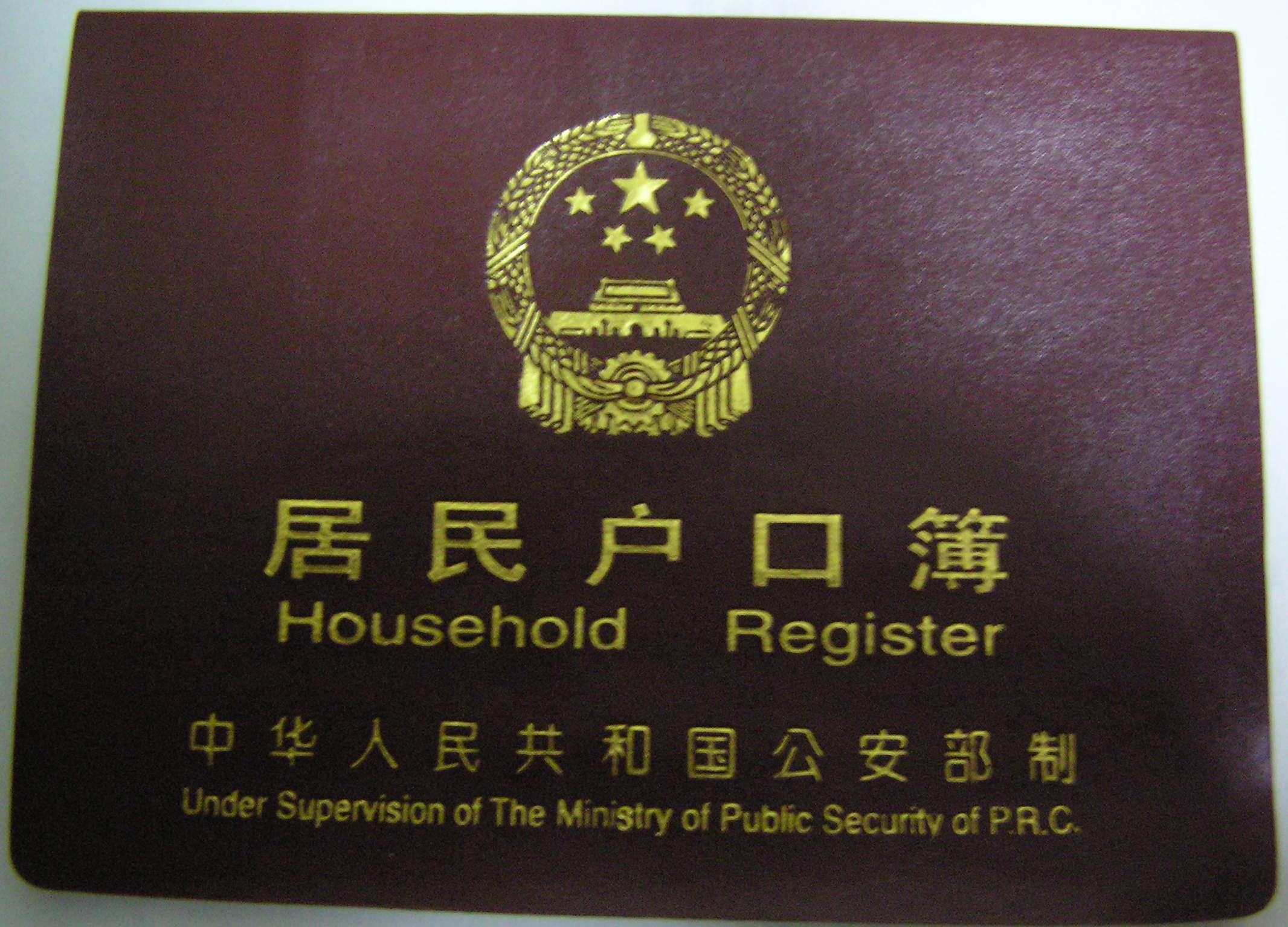

Le hùjí (chinois simplifié : 户籍 ; chinois traditionnel : 戶籍) ou hùkǒu (户口/戶口), coréen  Hoju (Hangul: 호주, Hanja: 戶主), Hojuje (호주제, 戶主制) ou bon-gwan (본관, 本貫), japonais motokan (Kanji : 本貫, hiragana : もとかん) ou koseki (戸籍, こせき) est à la fois un livret de famille et un passeport intérieur utilisé dans les pays d'Extrême-Orient.
Ce système d'état civil et d'enregistrement des familles est utilisé en Chine. Mis en place aux débuts de l'Empire, ce système existe toujours en République populaire de Chine (Chine continentale), République de Chine (Taïwan), en République populaire démocratique de Corée (Corée du Nord), République de Corée (Corée du Sud, aboli en 2008), au Japon et au Viêt Nam.

## Détails
Il est apparu dès la dynastie Xia (-2205 à -1570, cela variant selon les historiographies).
Il s'est généralisé dans les pays du monde chinois, lors du développement de son influence culturelle, et principalement en Corée, Japon et Viêt Nam.
En République populaire de Chine, la gestion et la délivrance de hùkǒu relèvent des Bureaux de la sécurité publique (commissariats) dépendant du Ministère de la sécurité publique.
C'est également le nom de la carte de résident que reçoivent les personnes qui ne sont pas encore domiciliées dans une ville (souvent des frontaliers, notamment à Shenzhen).
La domiciliation du hùkǒu conditionne l'accès et la tarification des écoles et autres services. Si la modification de ce domicile est aisé pour les diplômés et propriétaires de logement, le changement de ville est beaucoup plus compliqué pour les citadins non diplômés, voire impossible pour les paysans venus en ville. Le hùkǒu est un moyen pour les villes de réguler l'exode rural.
À l'inverse aujourd'hui de plus en plus d'enfants nés et ayant grandi en ville partent travailler à la campagne et sont donc obligés de demander également un hùkǒu.
Le 1er mars 2010, treize quotidiens chinois ont publié le même éditorial demandant au gouvernement de supprimer le passeport intérieur. Quelques heures après leurs publications sur Internet, les éditoriaux ont disparu vraisemblablement à cause du contrôle des autorités.
Un texte réclamant la suppression du hùkǒu, considéré comme discriminatoire et anticonstitutionnel, a été rédigé par Zhang Hong, rédacteur en chef adjoint de l'hebdomadaire économique Jīngjì guānchá bào (经济观察报, l'observateur économique) « Nous croyons que les êtres humains naissent libres et que les gens ont le droit de migrer librement. » Le 2 mars 2010, Zhang Hong est démis de ses fonctions, alors qu'il croyait aller dans le sens du gouvernement.
Le hùkǒu est soutenu par les conservateurs de l'administration, la pratique a commencé à l'époque des Royaumes combattants (IVe siècle av. J.-C.). Sous la dynastie Ming, Ming Hongwu le renforce. 
Il existe une « hiérarchie » dans les hùkǒus. Celui de Pékin est évidemment le plus recherché, et donne accès à un meilleur choix d'enseignement, à plus de facilités administratives, en particulier pour voyager. Il est donc fréquent qu'une personne ne réside pas au lieu désigné par son hùkǒu, surtout si c'est une des métropoles, pour se préserver des privilèges administratifs.